# 토고의 재외공관 목록

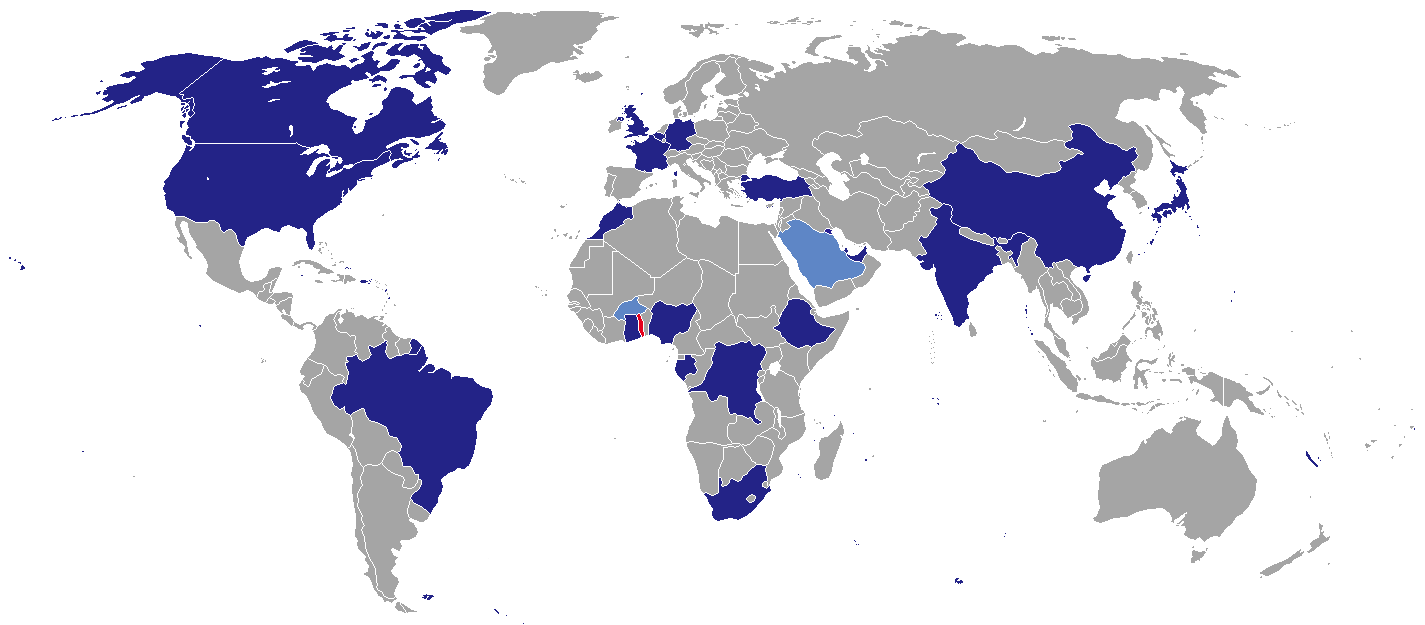
토고의 재외공관

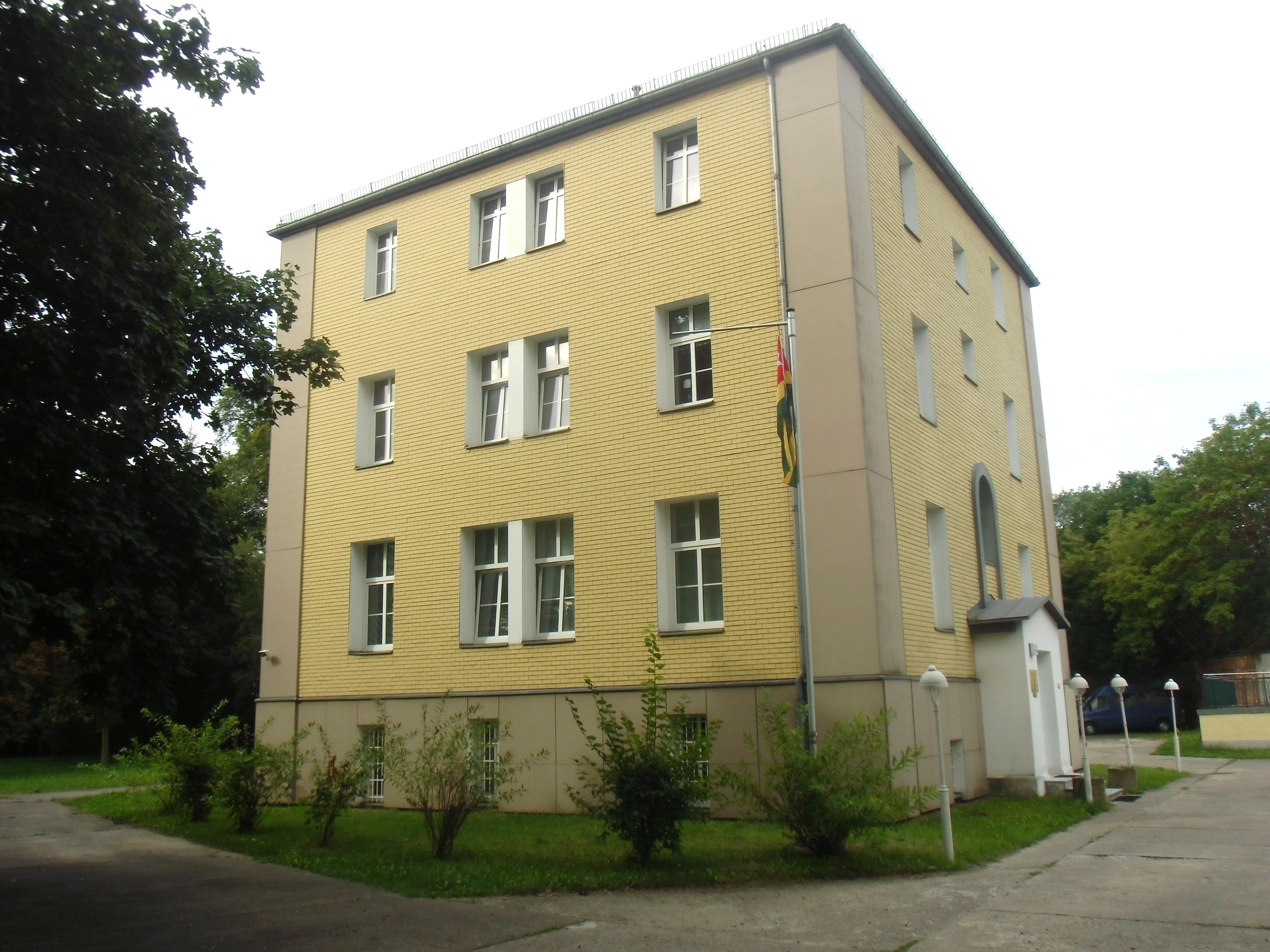
베를린 주재 토고 대사관

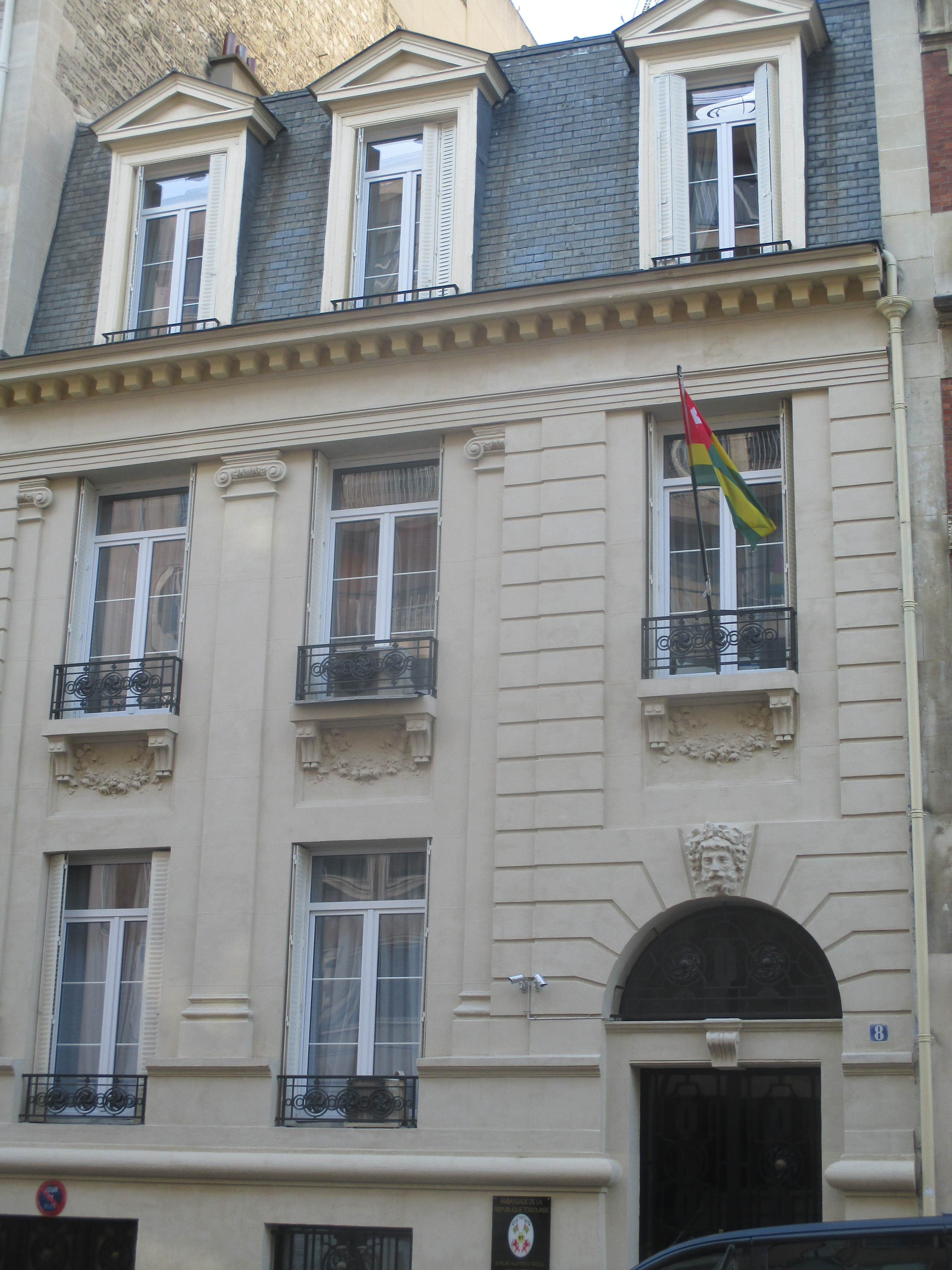
파리 주재 토고 대사관

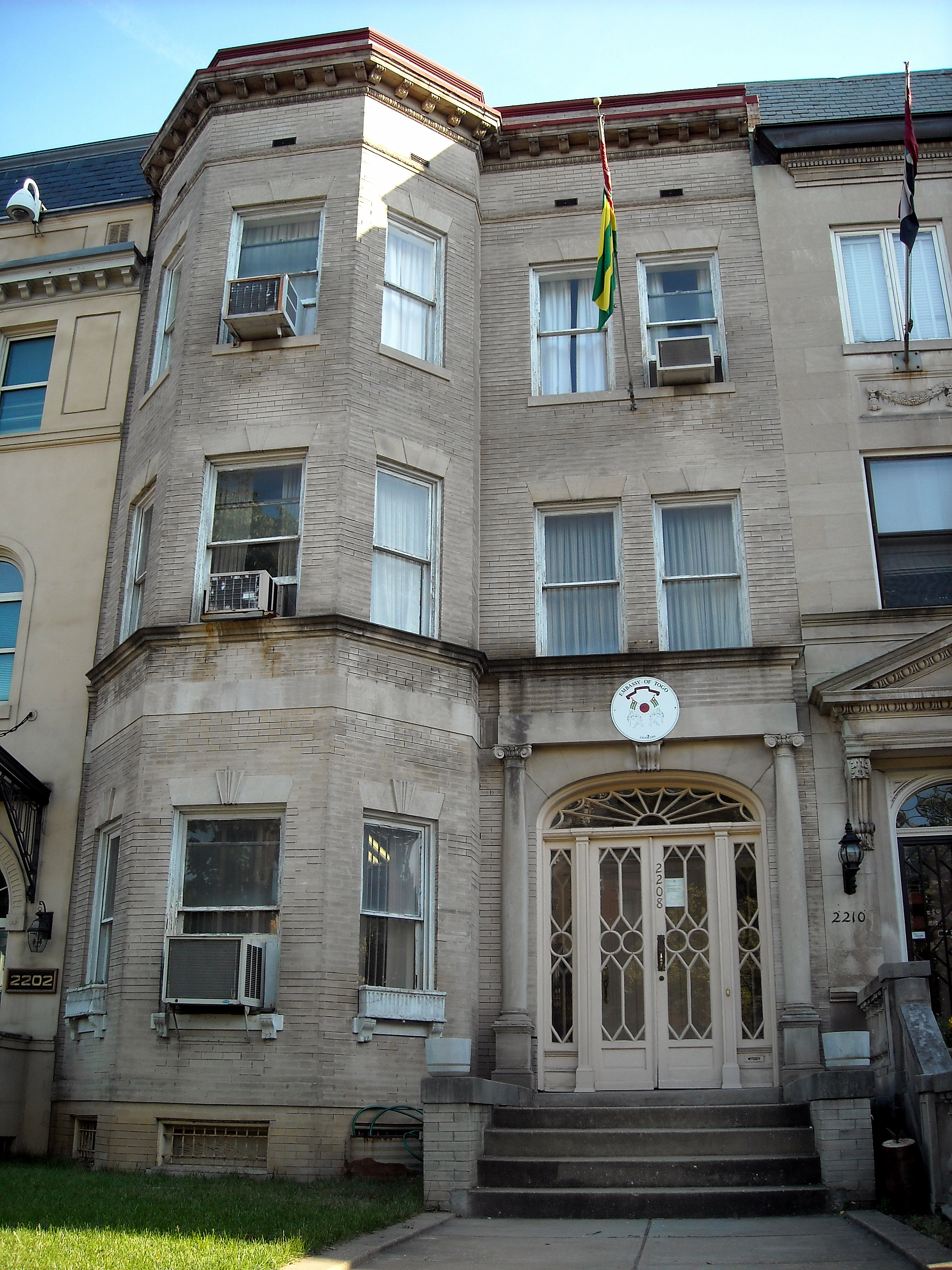
워싱턴 D.C. 주재 토고 대사관

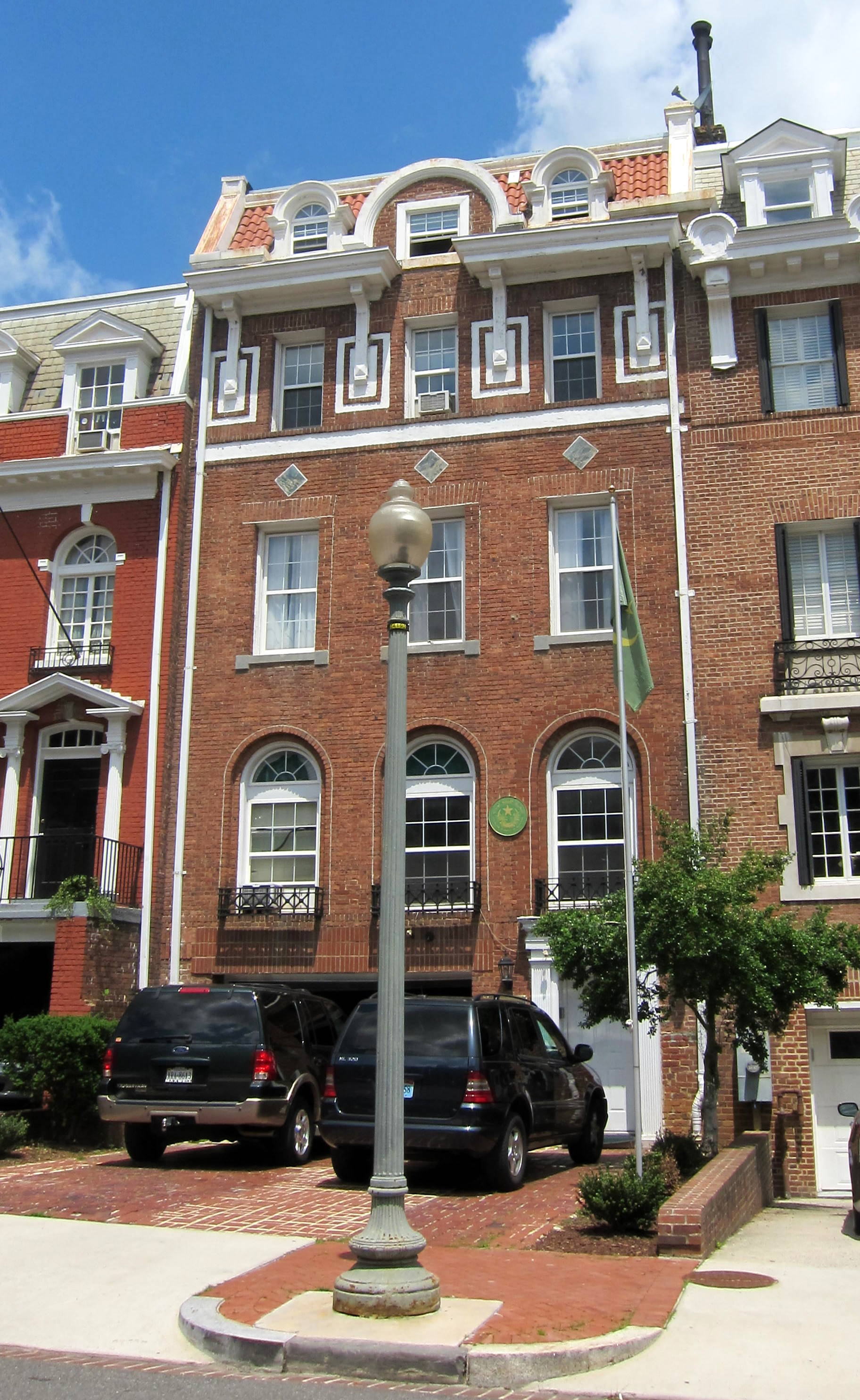
워싱턴 D.C. 주재 토고 대사관

토고의 재외공관 목록은 토고 주재 대사관을 각국에 상주시켜 놓는 것을 의미하며 토고의 재외공관을 나열한 목록이다.

## 아프리카
- 콩고 민주 공화국 : 킨샤사 (대사관)
- 에티오피아 : 아디스아바바 (대사관)
- 가봉 : 리브르빌 (대사관)
- 가나 : 아크라 (대사관)
- 리비아 : 트리폴리 (대사관)
- 나이지리아 : 아부자 (대사관)
- 남아프리카 공화국 : 프리토리아 (대사관)

## 아메리카
- 브라질 : 브라질리아 (대사관)
- 캐나다 : 오타와 (대사관)
- 미국 : 워싱턴 D.C. (대사관)

## 아시아
- 중화인민공화국 : 베이징시 (대사관)
- 인도 : 뉴델리 (대사관)
- 일본 : 도쿄도 (대사관)
- 쿠웨이트 : 쿠웨이트시티 (대사관)
- 튀르키예 : 앙카라 (대사관)

## 유럽
- 벨기에 : 브뤼셀 (대사관)
- 프랑스 : 파리 (대사관)
- 독일 : 베를린 (대사관)
- 영국 : 런던 (대사관)

## 대표부
- EU 토고 정부 대표부 : 브뤼셀
- UN 토고 정부 대표부 : 뉴욕
- 아프리카 연합 토고 정부 대표부 : 아디스아바바